# Haselbach (Rückersdorf)
Haselbach ist ein Ortsteil von Rückersdorf im Landkreis Greiz in Thüringen.

## Lage
Haselbach liegt nordöstlich von Rückersdorf nahe der Landesgrenze Sachsen-Thüringen und südlich von Ronneburg in einem mit Erosionsrinnen und Bachläufen versehenen Ackerbaugebiet. In der Nähe war das Uranbergbaugebiet der SDAG Wismut.

## Geschichte
Am 5. Juni 1354 wurde das Dorf erstmals urkundlich erwähnt. 150 Einwohner besiedeln das von jeher landwirtschaftlich geprägte Dorf.